# 弗拉基米尔中央监狱
弗拉基米尔中央监狱是位于俄罗斯弗拉基米尔州的监狱，它是俄罗斯最大的监狱，可收押1220名囚犯，俄罗斯联邦监狱管理局负责管理。该监狱在该国安全级别最高，多数服刑犯人须服10年乃至无期徒刑。

## 知名囚犯
- 瓦西里·斯大林，约瑟夫·斯大林之子
- 埃瓦尔德·冯·克莱斯特，德国元帅
- 约翰·拉伊多内，爱沙尼亚武装力量总司令
- 阿列克謝·納瓦爾尼，俄罗斯反对派领导人[3]
- 弗朗西斯·加里·鲍尔斯，美国飞行员
- 纳坦·夏兰斯基，俄罗斯犹太人、持不同政见者、被拒绝者
- 斯捷潘·彼得里琴科，俄罗斯无政府主义者、喀琅施塔得起义领导人
- 安德拉斯·托馬，匈牙利士兵，1945年被苏联红军俘虏，被关押至2000年
- 赫尔穆特·魏德林，德国战俘